# Krautheim (Baden-Württemberg)
Krautheim è una città tedesca di 4 865 abitanti, situata nel land del Baden-Württemberg.
Il suo territorio è bagnato dal fiume Jagst.